# Foussais-Payré
Foussais-Payré là một xã trong vùng hành chính Pays de la Loire, thuộc tỉnh Vendée, quận Fontenay-le-Comte, tổng Saint-Hilaire-des-Loges. Tọa độ địa lý của xã là 46° 31' vĩ độ bắc, 00° 40' kinh độ đông. Foussais-Payré nằm trên độ cao trung bình là 90 mét trên mực nước biển, có điểm thấp nhất là 38 mét và điểm cao nhất là 117 mét. Xã có diện tích 34,42 km², dân số vào thời điểm 1999 là 1192 người; mật độ dân số là 35 người/km².

## Thông tin nhân khẩu
| 1962  | 1968  | 1975  | 1982  | 1990  | 1999  |
| ----- | ----- | ----- | ----- | ----- | ----- |
| 1.357 | 1.417 | 1.310 | 1.230 | 1.230 | 1.192 |